# آندربول
آندربول (به انگلیسی: Underbool) یک شهرک در استرالیا است که در ویکتوریا (استرالیا) واقع شده‌است.